# 土方雄貞
土方 雄貞（ひじかた かつさだ）は、伊勢菰野藩の第8代藩主。

## 生涯
宝暦13年（1763年）9月18日、徳川家治時代に老中として権勢を振るった遠江相良藩主田沼意次の六男として江戸で生まれる。安永8年（1779年）12月19日、第7代菰野藩主・土方雄年の養女（雄年の妹）を娶って養子となる。これは雄年が幕府との関係を強化したかったためと言われている。安永9年（1780年）10月8日、雄年が隠居したため、その跡を継いだ。しかし若年の上、藩政の実権は雄年がなおも握っていたため、雄貞は藩主としての主体性をほとんど発揮することがなかった。
天明2年（1782年）11月4日、家督相続から2年で死去した。享年20。実子がなかったため、養子の義苗が跡を継いだ。

## 系譜
父母
- 田沼意次（実父）
- 土方雄年（養父）

正室
- 政子姫 ー 土方雄端の娘

養子
- 土方義苗 ー 木下俊直の三男